# 罗泰拉
罗泰拉（義大利語：Rotella），是意大利阿斯科利皮切诺省的一个市镇。总面积27.17平方公里，人口975人，人口密度35.9人/平方公里（2009年）。ISTAT代码为044065。